# Летище Стара Загора
Летище Стара Загора е летище в Централна България и първото гражданско летище в страната, функциониращо от 1937 г. Разположено е южно от град Стара Загора в землището на квартал Колю Ганчев, 3,5 км северозападно от автомагистрала „Тракия“. Полосата на летището е дълга 2550 м, прилежащите територии са около 6000 дка. Летището има лиценз за обслужване на международни полети, но към 2009 година не функционира и се ползва като база за изложения на селскостопанска техника.
Планира се възобновяване на дейността му, отдаването му на концесия и тук да се построи вторият в Европа логистичен хъб (карго летище за товари и пътници) между Европейския съюз и Азия. 